# Power Windows
Power Windows lautet der Titel des elften Studioalbums, das die kanadische Rockband Rush im Oktober 1985 veröffentlichte. Die acht Lieder wurden von Toningenieur Jim Barton in den Air Studios auf Montserrat, The Manor in England und den Sarm East Studios in London aufgenommen.
Synthesizer dominieren das Klangbild, und Produzent Peter Collins hat einigen der Stücke einen ziemlich bombastischen Klang verpasst. Bei „Marathon“ wird die Band nicht nur vom Studio-Keyboarder Andy Richards (der unter anderem für die Pet Shop Boys arbeitete) unterstützt, sondern auch vom üppigen Klangkörper des Chors von Radio France.
Das musikalische Erscheinungsbild der Lieder, die von Bassist und Sänger Geddy Lee gemeinsam mit dem Gitarristen Alex Lifeson komponiert wurden, hat noch nicht die Eingängigkeit späterer Alben erreicht, rockige Anklänge aus früheren Alben lassen sich etwa im Eröffnungstitel „Big Money“, aber auch in Stücken wie „Territories“ ausmachen.
Die Texte wurden von Schlagzeuger Neil Peart verfasst, der in den Achtzigern eher Themen aus dem Umfeld des politischen, sozialen, aber auch kulturellen Alltags verarbeitete. So beschreibt er das Atombombenforschungsprojekt der USA im Zweiten Weltkrieg im Song „Manhattan Project“. Im Refrain heißt es dazu: „The big bang – took and shook the world, shot down the rising sun“.
Aus der Titelliste von Power Windows wurde neben „Big Money“ vor allem „Manhattan Project“ zu einem Klassiker der Band, der auch immer wieder live gespielt wird. Etliche der Songs aus Power Windows finden sich auch auf dem später veröffentlichten Live-Album A Show of Hands.

## Titelliste
1. Big Money – 5:34
2. Grand Designs – 5:05
3. Manhattan Project – 5:05
4. Marathon – 6:09
5. Territories – 6:19
6. Middletown Dreams – 5:15
7. Emotion Detector – 5:10
8. Mystic Rhythms – 5:53

## Besetzung
- Geddy Lee – Bass, Synthesizer, Gesang
- Alex Lifeson – Gitarre, Synthesizer
- Neil Peart – Schlagzeug, Percussion